# La Chapelle-en-Vercors
La Chapelle-en-Vercors je naselje in občina v jugovzhodnem francoskem departmaju Drôme regije Rona-Alpe. Leta 2006 je naselje imelo 674 prebivalcev.

## Geografija
Kraj leži v pokrajini Daufineji znotraj naravnega regijskega parka Vercors, 63 km vzhodno od Valence.

## Uprava
La Chapelle-en-Vercors je sedež istoimenskega kantona, v katerega so poleg njegove vključene še občine Saint-Agnan-en-Vercors, Saint-Julien-en-Vercors, Saint-Martin-en-Vercors in Vassieux-en-Vercors s 1.991 prebivalci.
Kanton Chapelle-en-Vercors je sestavni del okrožja Die.
1. ↑  »Populations légales 2016«. Nacionalni inštitut za statistične in gospodarske raziskave. Pridobljeno 25. aprila 2019.